# Cedillo del Condado
Cedillo del Condado es un municipio y localidad española de la provincia de Toledo, en la comunidad autónoma de Castilla-La Mancha. Ubicada en la comarca de la Sagra Alta, recibió la Carta Puebla en 1152 por el conde Manrique de Lara. Cuenta con una población de 4337 habitantes (INE 2024).

## Toponimia
La teoría más aceptada es que el término de «Cedillo» podría derivarse de «Cidello», nombre con el que aparece por primera vez Cedillo del Condado en un documento de 1152 (su carta puebla), y que es el diminutivo de «Cid» o «Seid», por lo que su significado sería «pequeño señor». No obstante, se ha relacionado este primer nombre de «Cidello» con el de un conocido médico judío de la corte de Alfonso VI, apodado «Cidiello», aunque su nombre era Jusef Ibn Ferrusiel, no siendo disparatada esta hipótesis.

## Geografía
El municipio se encuentra situado en una llanura de la comarca de La Sagra. Linda con las poblaciones de El Viso de San Juan, Illescas, Yuncos, Yuncler, Villaluenga de la Sagra, Recas, Lominchar y Palomeque, todas de Toledo.
El término de Cedillo del Condado se trata de un terreno más bien llano, aunque salpicado de pequeños cerros y bajas colinas, con importantes plantaciones de olivo y, sobre todo, de cereales y vid. No lo cruza ningún río, aunque existen varios arroyos con mayor o menor caudal, algunos de ellos secos durante todo el año.
Este terreno se asienta en arcillas del Mioceno, no siendo dificultoso alcanzar la capa freática, por lo que las huertas siempre han sido numerosas en el término de Cedillo del Condado a pesar de la no existencia de grandes cursos fluviales.

## Historia

### Orígenes
Nada se sabe del origen de Cedillo del Condado, al menos de su primera población. No obstante, se tiene constancia de que Tocenaque era un pueblo mozárabe, y es citado ya en 1239 como la «Alameda de Tocenaque». Hoy, dicho paraje se encuentra dentro del término municipal de Cedillo del Condado.
Ya las tribus prerromanas estaban asentadas por esas tierras. Así, el reciente descubrimiento del yacimiento de “El Cerrón”, en el término de Illescas, pero a escasa distancia del núcleo poblacional de Cedillo, con importantes restos arqueológicos, dan fe de esa circunstancia. Se trata de un santuario carpetano de la segunda Edad del Hierro, de entre los siglos IV y II a C.

Este poblado volvió a ocuparse en época medieval, posiblemente por los árabes, al haberse encontrado inscripciones en este idioma, junto al arroyo de «Las Dos Villas». En cualquier caso el término de Cedillo se encuentra situado en el corazón de la Carpetania.

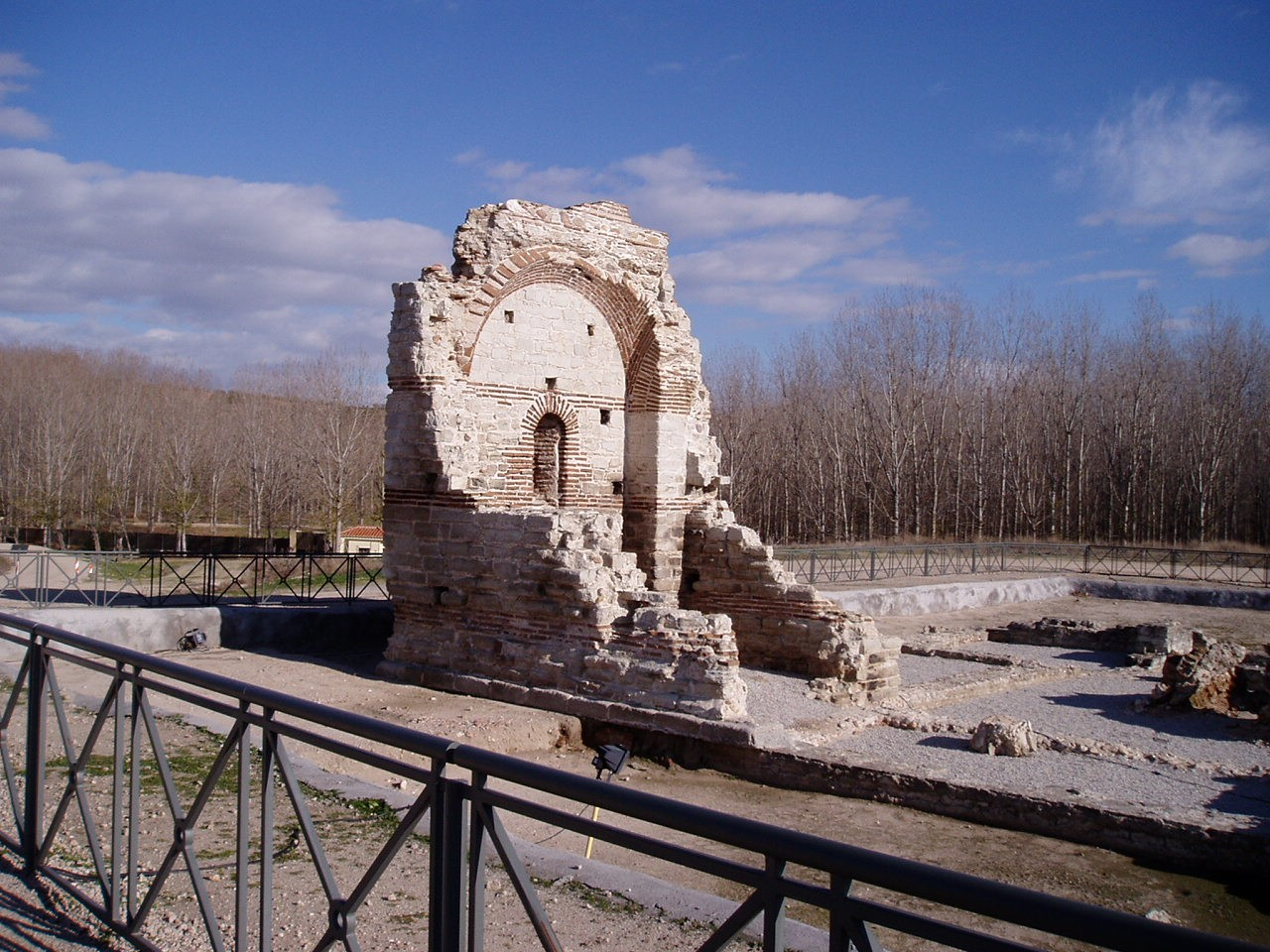
Ruinas de la basílica romana del parque arqueológico de Carranque, muy próximo a Cedillo del Condado

También los romanos tuvieron presencia próxima. Prueba de ello son las lápidas e inscripciones aparecidas en pueblos de la zona, Casarrubios del Monte y Recas entre los más próximos, así como la existencia de caminos de esa época, como el que unía Azaña (hoy Numancia de la Sagra) y Esquivias. Y, obviamente, no se puede pasar por alto, tanto por su cercanía como por su importancia, el descubrimiento de la basílica romana (la más antigua descubierta hasta ahora en España) y de la villa adyacente, sitas en el término de Carranque, a pocos kilómetros de Cedillo del Condado, atribuidas a Materno Cinegio.
Consta que los musulmanes también estuvieron por la zona, en parte con asentamientos estables, en parte con sucesivas aceifas, provocadas no solo por ser tierra de frontera con los cristianos, sino por el carácter levantisco de Toledo durante todo el califato. Los castillos de Olmos (hoy en el término de El Viso de San Juan y de Canales, (hoy ya desaparecido, formando parte del término municipal de Lominchar) así lo atestiguan, Abderramán III acampó el 18 de julio del año 939 junto al castillo de Olmos, sufriendo al poco, en el mes de agosto, la derrota de Simancas, estando situado en aquellos tiempos el término de Cedillo en la denominada Frontera Media, bajo control musulmán.
En el año 1086, el rey Alfonso VI conquistó Toledo, pasando el territorio de Cedillo del Condado a ser cristiano, e incorporado a la corona de Castilla, repoblándose La Sagra en su conjunto y sufriendo las sucesivas razzias musulmanas hasta que la frontera se desplazó hacia el sur.

### Carta Puebla
Aunque no se tiene certeza de la primera población de Cedillo, casi con seguridad anterior a la fecha de su carta puebla, es en ésta donde aparece mencionado por primera vez. Estas cartas puebla no eran sino documentos de donaciones de propiedades a aquellas personas que se atrevieran a asentarse en lugares relativamente peligrosos, por encontrarse cerca de las marcas fronterizas o, desaparecidas éstas, como terrenos sin dueño y de alguna forma desiertos, para repoblarlos.
La carta-puebla de Cedillo se da en el año de la era de 1190 (es decir, 1152) por el conde Manrique de Lara; no está claro si la da como propietario que cede lo suyo, o más bien en calidad de tenente de la ciudad de Toledo, lo que parece más probable. Dicha carta puebla está redactada en latín, y su traducción sería aproximadamente la siguiente:

Cristo. En el nombre de Dios y en su gracia. Yo, el Conde Amalrico, hago carta de donación a los pobladores de Cidello de esta misma aldea para que siempre ellos y sus hijos y toda la generación que de ellos provenga hayan y tengan y posean con derecho hereditario perpetuo y hagan de aquella heredad lo que quisieran, dar o vender a quienquiera que quisieran a salvo sin embargo de mi juro. Esto es, para ti Pedro Negro una heredad de cuatro yugadas. Para Santa María una heredad de dos yugadas. Para Benedicto una heredad de una yugada. Para Pelayo Garganta, ésta por tres yugadas. Para Enego Pascual, la heredad que tiene. Para García, la heredad que tiene. Para Cristóbal, la heredad que tiene. Sem Ferro, la heredad que tiene. Pascual Flain, con su heredad. Domingo Blasco, la heredad que tiene. Pedro Domingo, con una yugada. Enego Domingo y Blasco Domingo, la heredad que tiene (sic.). Benedicto Juan Mezmunde, una yugada. Raimundo de Fontanelas, Pedro sobrino de Pedro Negro. Del mismo modo, hago carta a los de Balaguera. Valerio Enego en Balaguera, una heredad por tres yugadas. Para Pedro Juan, la heredad que tiene. Para Nuño, del mismo modo. Castellano, Pedro Peláez, Don Polo, Pedro Longo. Padre de Pedro Peláez. 
Carta hecha en el mes de febrero en la era de mil ciento noventa. Siendo Alfonso Emperador de Toledo e imperando en toda España. Alcaide en Toledo, Uter Roiz. Alguacil, Esteban Abenbrán. Alcaldes, Antolín Negro, Julián de Capello.
Carta Puebla de Cedillo del Condado, 1152 d.C. (traducción del original en Latín), Libro Becerro Primero de la Catedral de Toledo, Archivo Histórico Nacional, Folio 71 vuelto.

Por tanto, tenemos un lugar con carta-puebla otorgada por el conde Manrique de Lara, al que se da en la carta de donación el nombre latino de Amalricus (o Amalrico, en traducción directa al castellano), un pueblo con nombre árabe pero con posible conexión con un médico judío y con población mezclada.

### DelsigloXIIIalXV
Se tiene de nuevo noticias de Cedillo en 1211 por razón de un pleito-homenaje a la Orden de Santiago por parte de D. Pedro Fernández de Azagra, señor de Albarracín, quien en el portal de la iglesia de Cedillo otorgó a dicha Orden el castillo de santa María de Albarracín, ante el entonces rey de Castilla Alfonso VIII, quien se hallaba en Cedillo junto con Pedro Arias, maestre de la Orden de Santiago.
En dicha escritura de pleito-homenaje se menciona que Cedillo del Condado pertenecía a la Orden de San Juan de Jerusalén; se sabe que en 1216 dicha orden había dado fuero a Cedillo; sin embargo, pocos años después, los hospitalarios permutaron la aldea de Cedillo por la villa de Rioseco en favor de Abril García, que se convertiría así en el primer señor civil feudal de Cedillo, si bien no era con derecho de traslado a sus sucesores.

Apenas sesenta años después de la carta de población, ya existía construida una iglesia en Cedillo. Aunque ignoramos sus características, es más que probable que se levantara en el mismo lugar que la actual. 

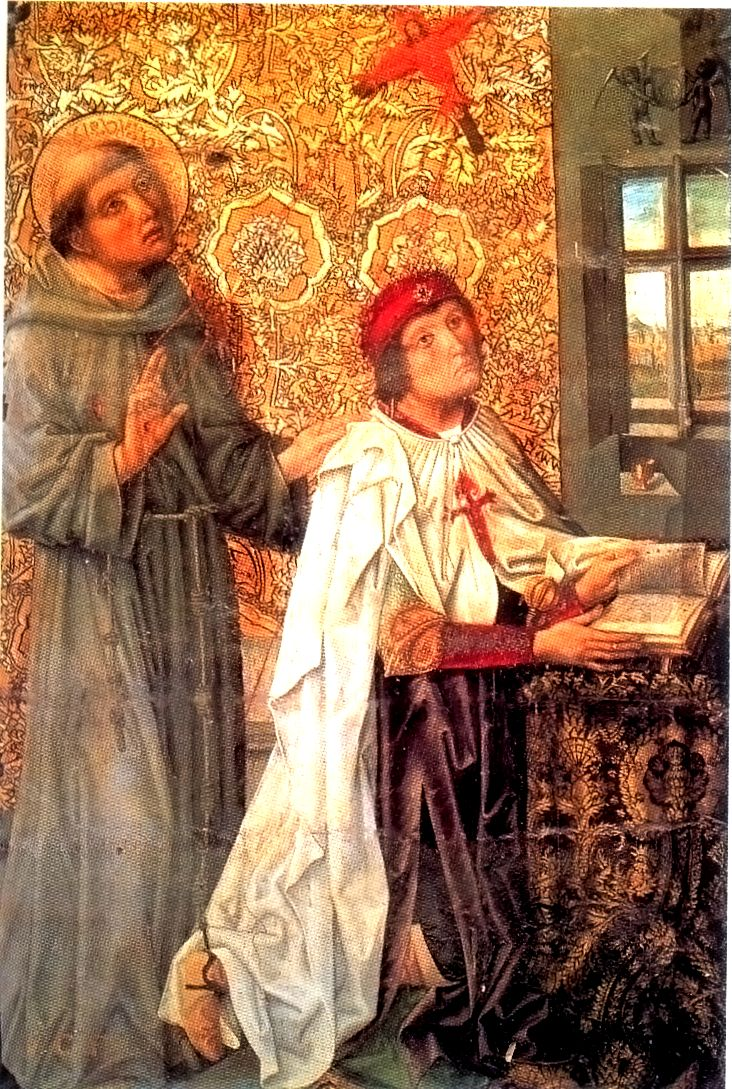
Álvaro de Luna con la capa y la cruz de la Orden de Santiago al pecho, pintado en la capilla de Santiago, en la catedral de Toledo. Fue maestre de la orden desde 1445 a 1453. La tabla está pintada en 1488

No se vuelve a tener noticias de Cedillo hasta el siglo XV. En las guerras nobiliarias en que los nobles se enfrentaron al rey y su valido Álvaro de Luna, hubo un episodio en el que los partidarios de la nobleza castellana, con el infante Enrique de Aragón, el almirante de Castilla y el conde de Benavente a la cabeza, se dirigieron a Cedillo para vigilar las tropas del arzobispo de Toledo Juan de Cerezuela. En Cedillo se reunieron con las tropas que venían de Casarrubios, dirigidas por Pedro de Quiñones y Rodrigo Manrique, y partieron hacia Illescas, si bien nunca entraron en combate, pues se limitaron a cercar al obispo desde los pueblos de los alrededores, hasta que éste partió hacia Madrid, momento en que los coaligados le persiguieron, dirigiéndose en la misma dirección.
El 10 de abril de 1445, Juan II dio la villa de Cedillo, junto con los lugares de Humanes, Huecas, Peromoro y Guadamur, a Pedro López de Ayala, segundo hijo del canciller mayor de Castilla del mismo nombre. Esta donación tenía como antecedente el compromiso real, dado el 4 de septiembre de 1444, de otorgar a perpetuidad 300 vasallos a Pedro López de Ayala. No obstante, esta entrega no se hizo sino después de muchas controversias, puesto que Pedro Sarmiento, nombrado alcalde mayor de Toledo (privándose así a Pedro López de Ayala de dicho cargo), enconó la entrega de dichos lugares hasta que el 14 de mayo de 1446 se firmó la concordia de Astudillo, y el día siguiente Juan II ordenó la entrega de los lugares antedichos. Sin embargo, Pedro Sarmiento y el concejo toledano siguieron negándose a cumplir dichas órdenes. Prueba de esta oposición es que, en una carta de 1 de febrero de 1447 de Juan II al concejo toledano, había vuelto a ordenar la entrega o devolución a Pedro López de la jurisdicción de los referidos lugares, donde parece que Pedro ya había nombrado oficiales y había ordenado levantar horcas («señor de horca y cuchillo»).
Se reiteraron las mismas órdenes el 14 de noviembre de 1447 y 10 de octubre de 1449 hasta que, por fin, se produce la entrega en 1450. Sin embargo, no muchos años después, otro Pedro López de Ayala, esta vez el segundo conde de Fuensalida y segundo señor de Cedillo (constructor del castillo de Guadamur), vendió esta última villa a Hernando Álvarez de Toledo por el precio de un millón de maravedíes enriqueños, el 4 de enero de 1487. En dicha escritura se le da ya a Cedillo el tratamiento de Villa, a pesar de que, al cedérsela el rey a los López de Ayala, muchos habitantes abandonaron el pueblo.
Este Hernando Álvarez de Toledo, que era señor de Tocenaque y de Manzaneque, además de regidor de Toledo y contador mayor del Consejo de los Reyes Católicos, sirvió con asiduidad a Isabel y Fernando. Como recompensa, los reyes le concedieron el título de conde de Cedillo a su primogénito, Antonio Álvarez de Toledo, mediante cédula dada en Laredo el 3 de agosto de 1496.
Los Álvarez de Toledo continuaron siendo los señores de Cedillo hasta que el señorío volvió a recaer en los López de Ayala, a resultas de haber quedado extinta la rama hereditaria de aquellos y volver la herencia a los sucesores de Constanza Álvarez de Toledo, hermana de este Hernando, casada con Pedro López de Ayala, nieto del primer López de Ayala mencionado.

### SigloXX
Hasta la reforma de la nomenclatura municipal de 1916 el municipio se llamaba simplemente Cedillo. En dicha fecha su nombre fue modificado por el de Cedillo del Condado.

## Demografía
Cuenta con una población de 4337 habitantes (INE 2024).
| Gráfica de evolución demográfica de Cedillo del Condado entre 1842 y 2021 |
| |
| Población de derecho según los censos de población del INE Población de hecho según los censos de población del INEEn estos censos se denominaba Cedillo: 1842, 1857, 1860, 1877, 1887, 1897, 1900 y 1910 |

### Población por núcleos

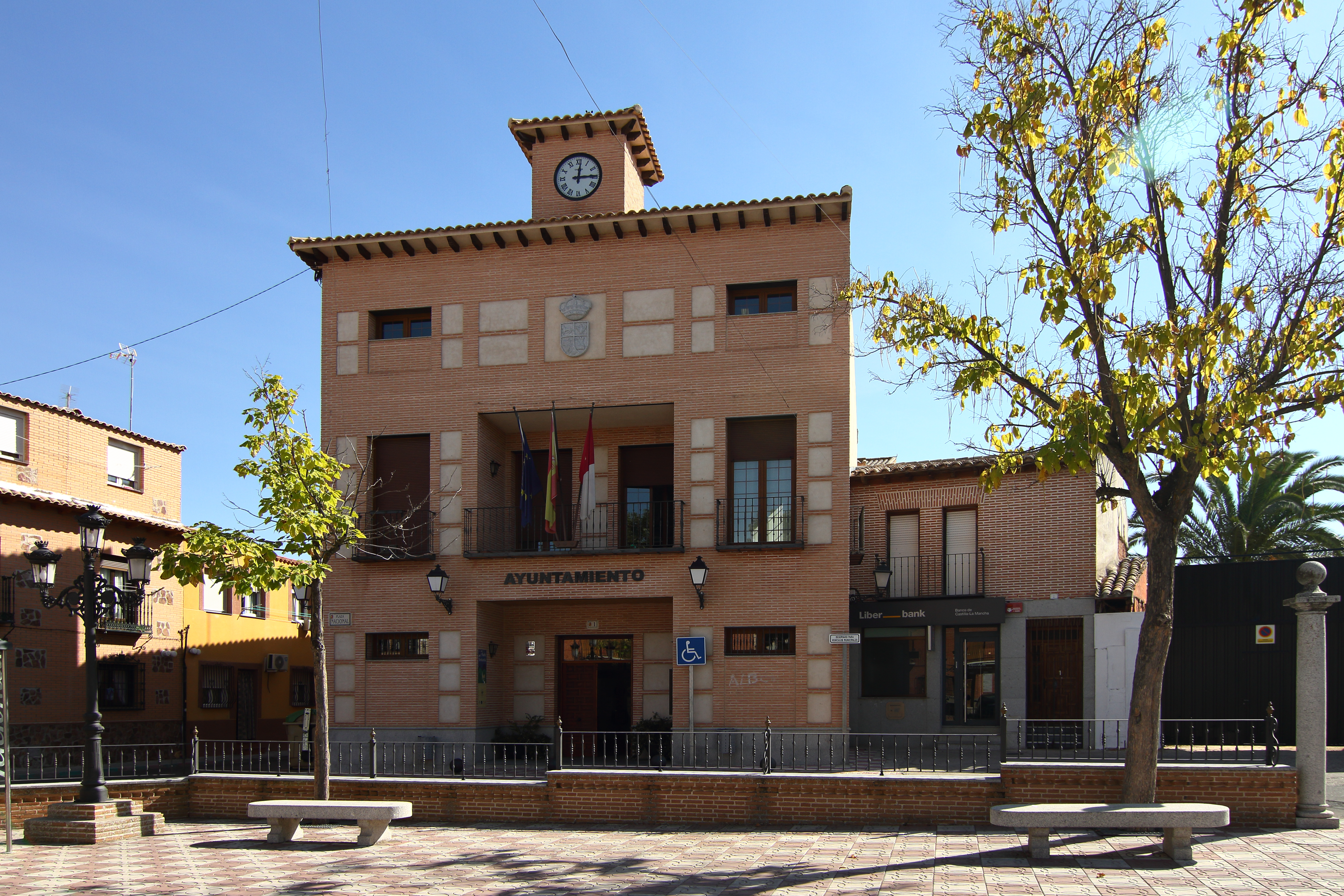
Casa consistorial

Desglose de población según el Padrón Continuo por Unidad Poblacional del INE.
| Núcleos             | Habitantes (2019) | Varones | Mujeres |
| ------------------- | ----------------- | ------- | ------- |
| Cedillo del Condado | 3762              | 1945    | 1817    |
| Las Charcas         | 6                 | 3       | 3       |
| Las Fuentecillas    | 30                | 14      | 16      |
| Tocecanto           | 151               | 84      | 67      |
| Diseminado*         | 22                | 11      | 11      |

## Economía

### Evolución de la deuda viva
El concepto de deuda viva contempla sólo las deudas con cajas y bancos relativas a créditos financieros, valores de renta fija y préstamos o créditos transferidos a terceros, excluyéndose, por tanto, la deuda comercial.
| Gráfica de evolución de la deuda viva del ayuntamiento entre 2008 y 2014                             |
| |
| Deuda viva del ayuntamiento en miles de Euros según datos del Ministerio de Hacienda y Ad. Públicas. |

La deuda viva municipal por habitante en 2014 ascendía a 23,63 €.

## Gobierno municipal
Destacan:

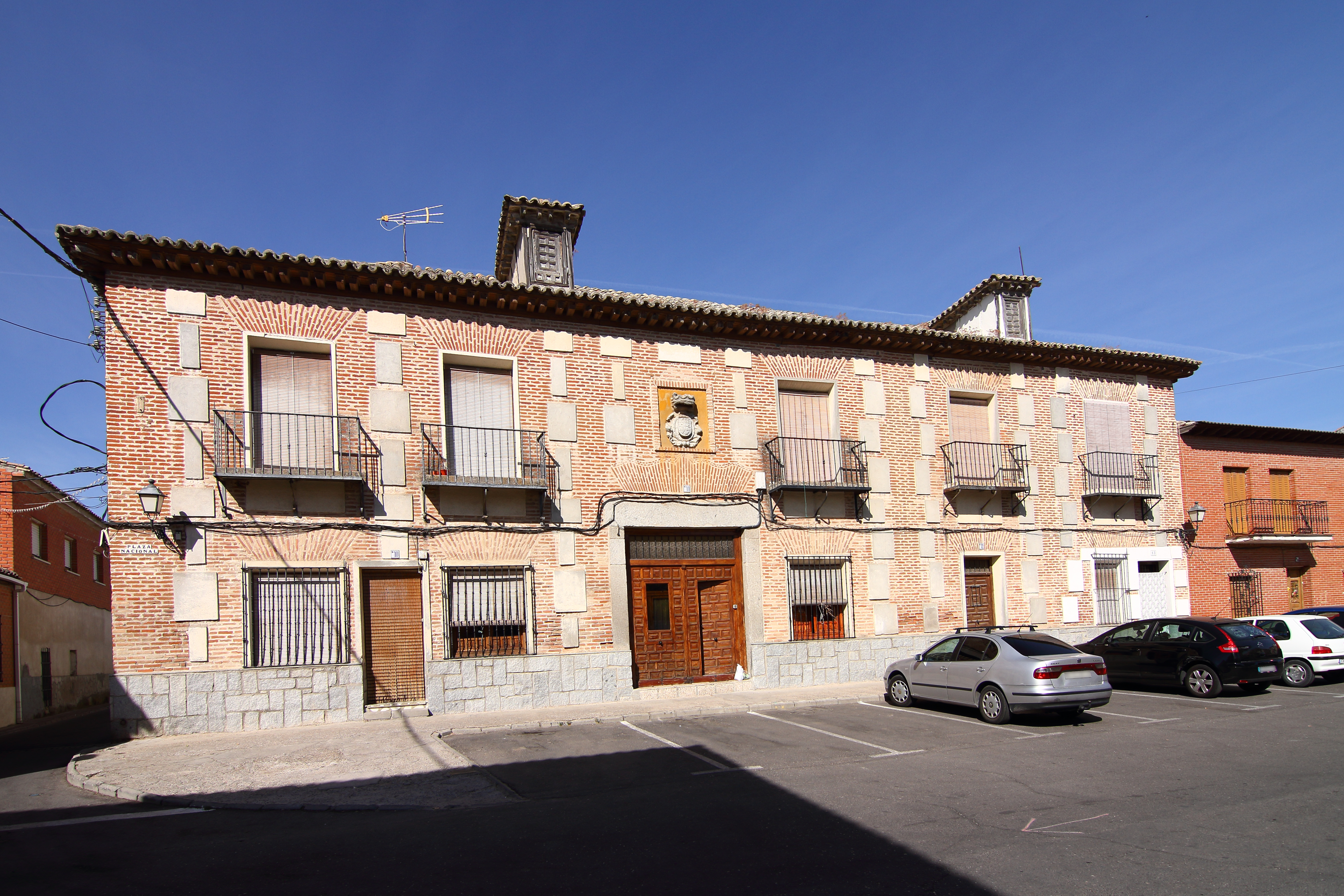
Palacio de los Condes de Cedillo

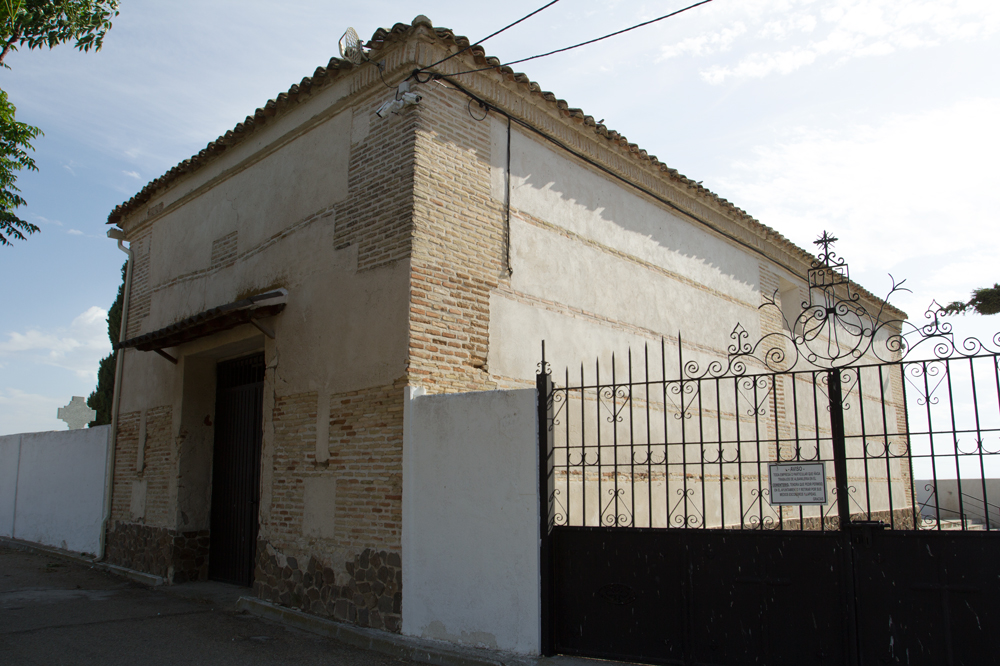
Ermita de Santiago Apóstol

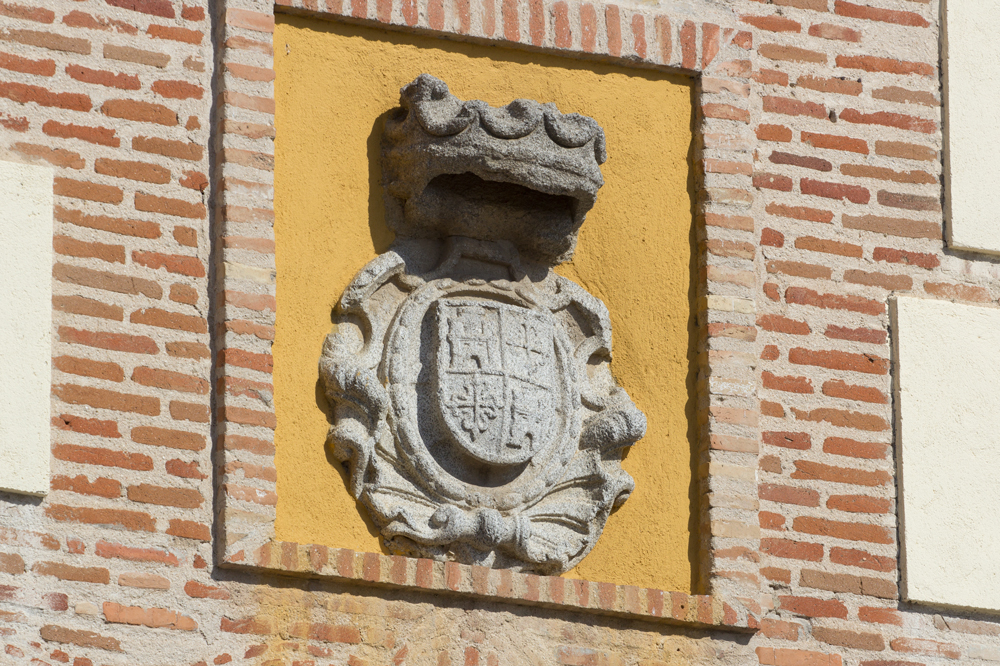
Escudo del Palacio de los Condes de Cedillo

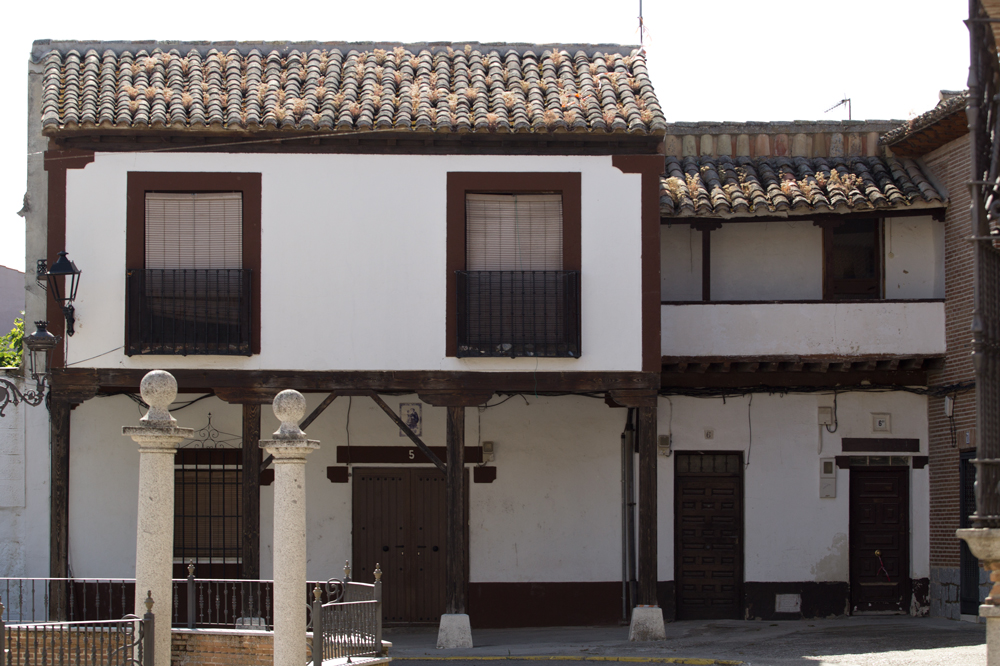
Casa Vieja

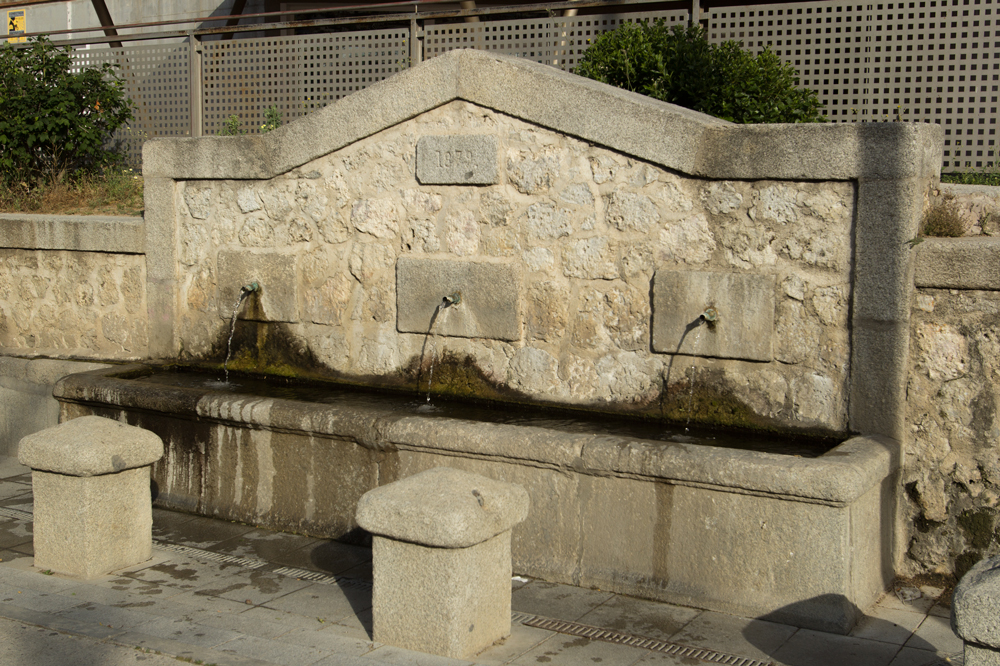
El Pilón

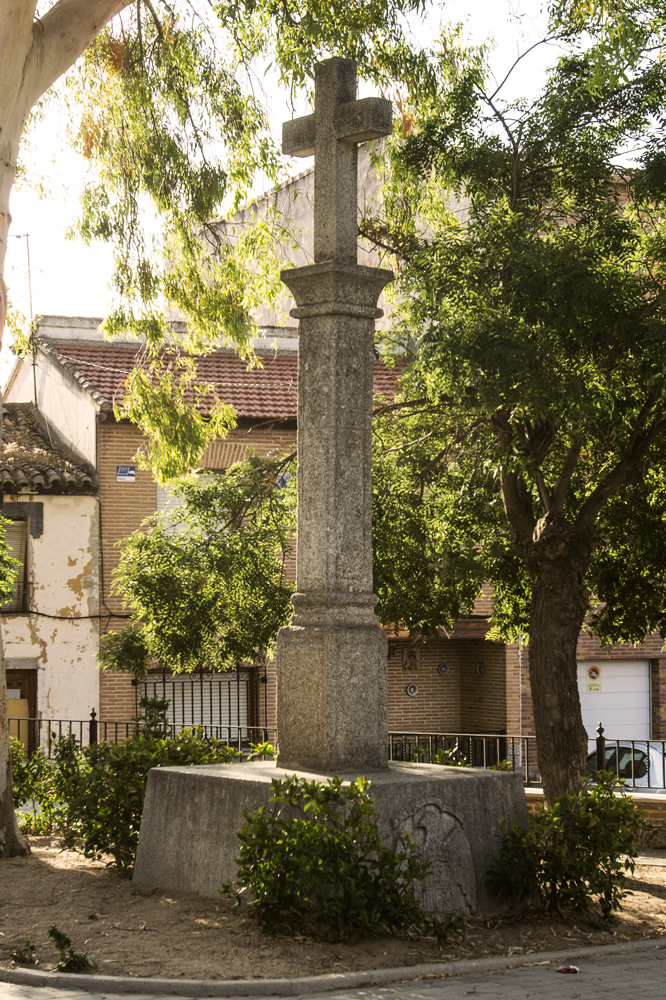
Cruz monumental

El gobierno de Cedillo del Condado se articula a través de un Ayuntamiento formado por 11 Concejales.
| Periodo   | Nombre                                                       | Partido            |
| --------- | ------------------------------------------------------------ | ------------------ |
| 1979-1983 | Juan Ramón Martínez González                                 | UCD                |
| 1983-1987 | Eduardo C. Téllez Yustas (22/07/1985) Jesús Gallego Martín   | PSOE AP/PDP/UL     |
| 1987-1991 | Jesús Gallego Martín                                         | PP                 |
| 1991-1995 | Juan R. Martín González                                      | Independiente      |
| 1995-1999 | Jesús Gallego Martín                                         | PP                 |
| 1999-2003 | Jesús Gallego Martín                                         | PP                 |
| 2003-2007 | Pedro Jiménez Pérez PSOE (08/03/2005) Alicia Fabián Castillo | PSOE Independiente |
| 2007-2011 | Alicia Fabián Castillo                                       | Independiente      |
| 2011-2015 | Luis Andrés Martín Carrasco                                  | UCIT               |
| 2015-2019 | Luis Andrés Martín Carrasco                                  | Ciudadanos         |
| 2019-2023 | Luis Andrés Martín Carrasco                                  | Ciudadanos         |
| 2023-act. | Luis Andrés Martín Carrasco                                  | PSOE               |

## Patrimonio
- Iglesia de Nuestra Señora de la Natividad.
- Ermita de Santiago Apóstol, en el cementerio.
- Palacio de los Condes de Cedillo.
- Casa Vieja, en la plaza del Ayuntamiento.
- Fuente de El Pilón, construida en 1879.
- Cruz monumental, junto a la iglesia.

## Fiestas
- 13 de junio: San Antonio de Padua.
- Domingo más próximo al 16 de julio: Virgen del Carmen.
- 8 de septiembre: Virgen de la Natividad.